# Daniel Fontaine
Pour les articles homonymes, voir Fontaine.
Daniel Fontaine, né le 15 octobre 1960, est un skieur alpin français.

## Biographie
Il est originaire de Modane.
Début 1981, il est sacré Champion de France de slalom. 
En janvier 1982, il réalise son premier top-15 en coupe du monde, en prenant la 15e place du slalom de Kitzbühel.
En janvier 1983, il obtient son meilleur résultat sur une épreuve de Coupe du monde en prenant la 8e place du slalom de Kitzbühel. A la fin de la saison, il se classe 27e de la coupe du monde de slalom. Cette même année, il prend la 3e place du championnat de France de slalom géant à Saint-Jean-d'Aulps.
En 1985, il termine 30e de la coupe du monde de slalom.
Après sa carrière sportive, il prend en charge les skis dans les magasins de Franck Piccard aux Saisies, dont il devient par la suite le Directeur général délégué.

## Palmarès

### Championnats du monde
| Épreuve / Édition    | Slalom  |
| Mondiaux 1985 Bormio | Abandon |

### Coupe du monde
- Meilleur classement général : 71e en 1983.
- Meilleur classement de slalom : 27e en 1983.

- Meilleur classement sur une épreuve de slalom : 8e le 23 janvier 1983 à Kitzbühel
- Autres top-15 [5] :
  - 11e sur le slalom de Bad Wiessee en janvier 1985
  - 12e sur le slalom de Sestrières en décembre 1984
  - 13e sur le slalom géant de Borovetz en mars 1983
  - 14e sur le slalom de Bromont en mars 1986
  - 15e sur le slalom de Markstein en février 1983
  - 15e sur le slalom de Kitzbühel en janvier 1982

#### Classements
| Saison / Épreuve | Saison / Épreuve | Général | Général | Descente | Descente | Slalom géant | Slalom géant | Slalom | Slalom | Combiné | Combiné |
| ---------------- | ---------------- | ------- | ------- | -------- | -------- | ------------ | ------------ | ------ | ------ | ------- | ------- |
| Saison / Épreuve | Saison / Épreuve | Class.  | Points  | Class.   | Points   | Class.       | Points       | Class. | Points | Class.  | Points  |
| 1981-1982        | 1981-1982        | 100e    | 1       | -        | -        | -            | -            | 41e    | 1      | -       | -       |
| 1982-1983        | 1982-1983        | 71e     | 9       | -        | -        | -            | -            | 27e    | 9      | -       | -       |
| 1984-1985        | 1984-1985        | 77e     | 9       | -        | -        | -            | -            | 30e    | 9      | -       | -       |
| 1985-1986        | 1985-1986        | 109e    | 2       | -        | -        | -            | -            | 56e    | 2      | -       | -       |

### Championnats de France

#### Élite
| Édition / Epreuve                    | Slalom géant | Slalom |
| ------------------------------------ | ------------ | ------ |
| Championnats 1981 -                  |              | Or     |
| Championnats 1983 Saint-Jean-d'Aulps | Bronze       |        |